# Beurener Heide
Die Beurener Heide ist ein Naturschutzgebiet im Zollernalbkreis östlich von Beuren, einem Stadtteil von Hechingen. Sie liegt auf einer Höhe von etwa 620 bis 700 m ü. NHN unterhalb der Traufkante der Schwäbischen Alb am Südwesthang des Dreifürstensteins, fällt zu den Tälern des oberen Heiligenbachs im Süden und eines weiteren Quellbachs von diesem im Westen ab und ist 31,6 Hektar groß. Ihr Kernstück ist eine Wacholderheide. 

## Geologie
Im Untergrund steht Oberer Brauner Jura an, der hier teilweise mit Schuttmassen aus Weißjurakalken bedeckt ist.
Zahlreiche Quellen entspringen der Oberschicht Ornatenton des Braunjuras, versickern dann im wasserdurchlässigen Kalkhangschutt, wonach ihr Wasser weiter unten am Hang erneut austritt.

## Ökologie

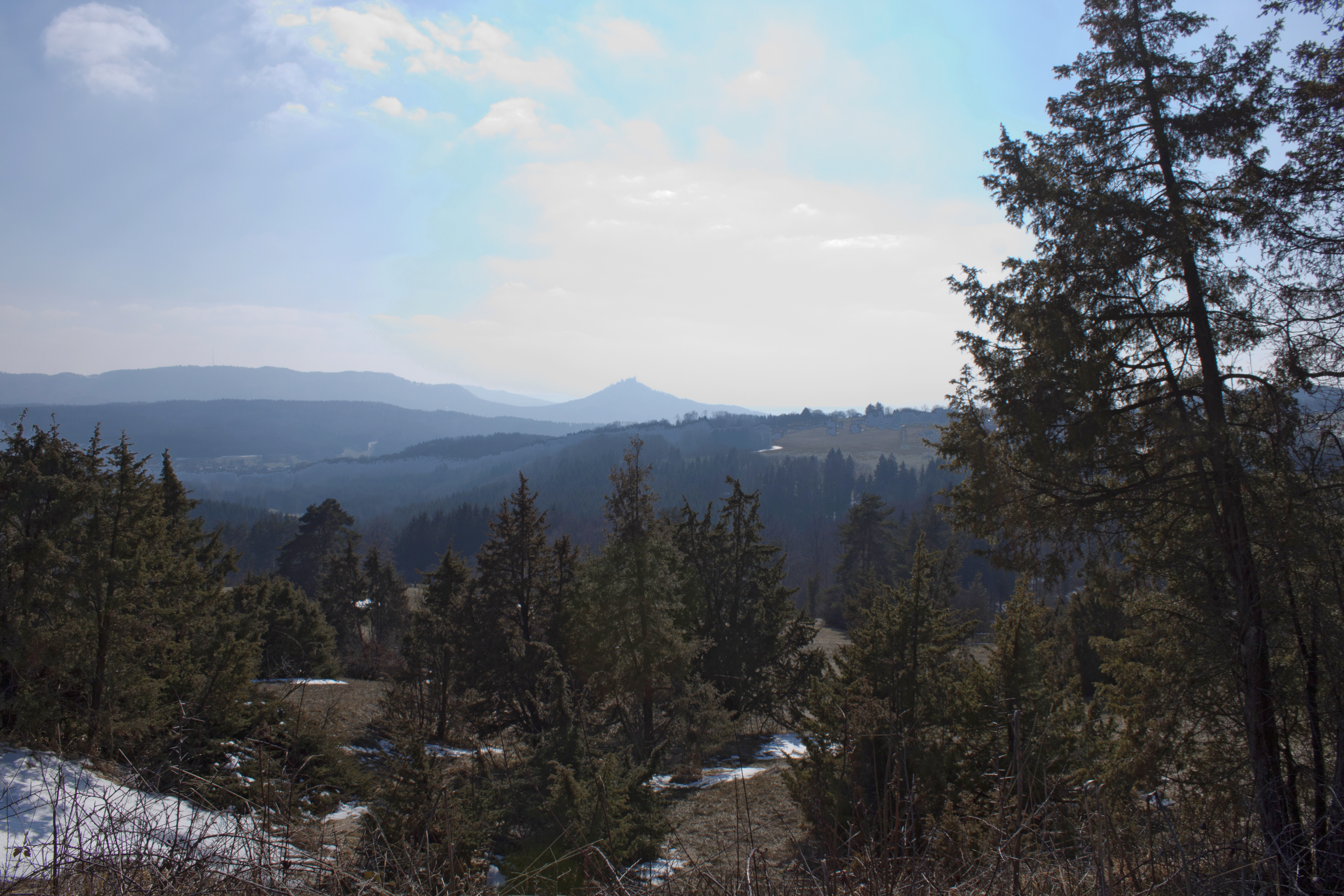
Beurener Heide mit dem Albtrauf (links) und der Burg Hohenzollern (rechts) im Hintergrund und Teilen der Wacholderheide im Vordergrund

Die Beurener Heide beherbergt eine einzigartige Artenvielfalt an Pflanzen wie an Tieren. So sind hier über 360 Pflanzenarten anzutreffen, davon 65 gefährdete und geschützte Arten. 2013 wurden im Schutzgebiet 43 Rote-Liste-Arten festgestellt. Dort wächst zwischen Wacholderbüschen eine Kalkmagerrasenvegetation mit Pyramiden-Hundswurz (Anacamptis pyramidalis) sowie dem Fleischfarbenen Knabenkraut (Dactylorhiza incarnata), der Bienen-Ragwurz (Ophrys apifera), der Mücken-Händelwurz (Gymnadenia conopsea) und anderen.
Die abwechslungsreiche Landschaft zwischen Quellmooren und sonnenüberfluteten Hängen bietet auch etlichen Reptilien- und Amphibienarten eine Heimat. So sind hier z. B. Kreuzotter, Ringelnatter, Gelbbauchunke, Grasfrosch und Feuersalamander vertreten. Auch 38 Vogelarten wurden beobachtet, von denen mindestens sieben gefährdet sind, darunter Dorngrasmücke, Neuntöter, Grauammer und Heidelerche.
Aufgrund mangelhafter Lenkung der Besucher traten Trampelpfade auf, die das Schutzgebiet beeinträchtigen.
Anfang des 18. Jahrhunderts wurde die Beurener Heide noch als Allmende zum Anbau von Hackfrüchten und Getreide genutzt. Ihr heutiges Erscheinungsbild entstand erst durch die Beweidung mit Schafen ab dem 19. Jahrhundert. 1939 versuchte man, die Heide als Ackerland zu erschließen, der Boden erwies sich aber als unbrauchbar für landwirtschaftliche Zwecke.